# Sistema monistico
Il sistema monistico (in inglese one-tier system) è un sistema di amministrazione e controllo delle società per azioni e delle altre società la cui disciplina è modellata su quella delle società per azioni, caratterizzato dalla presenza del solo consiglio di amministrazione, eletto dall'assemblea dei soci, che incorpora l'organo di controllo (il collegio sindacale) con la soppressione del collegio sindacale esterno. Si contrappone al sistema dualistico nel quale, in luogo del consiglio di amministrazione, vi sono due organi collegiali: il consiglio di sorveglianza (supervisory board), eletto dall'assemblea, e il consiglio di gestione (management board), eletto dal consiglio di sorveglianza..

## Ordinamento italiano
Il sistema monistico (di ispirazione anglosassone) è un sistema alternativo di amministrazione e controllo della s.p.a. (utilizzabile anche nelle società cooperative e nelle società europee), può essere adottato dalla società solo con un'espressa previsione statutaria (o con successiva modifica), in assenza della quale si applica la disciplina del modello "Tradizionale".
Nel modello monistico:
- l'amministrazione della società è affidata ad un consiglio di amministrazione
- la funzione di controllo sulla gestione è invece di competenza di un "comitato per il controllo sulla gestione", eletto nell'ambito del consiglio di amministrazione;
- il controllo contabile è, senza eccezioni, affidato ad un organo esterno: revisore contabile o Società di revisione.

All'assemblea è attribuito in particolare il potere di nominare il consiglio di amministrazione.
Il sistema monistico prevede un consiglio di amministrazione, cui spetta la gestione dell'impresa, che nomina al suo interno un comitato di controllo che esercita il controllo sul corretto esercizio dell'amministrazione. A differenza del modello tradizionale (in cui l'assemblea elegge separatamente gli organi di amministrazione e di controllo) nel modello monistico i controllori sono emanazione degli stessi soggetti controllati.
La disciplina del modello monistico è contenuta nel codice civile (artt. dal 2409-sexiesdecies al 2409-noviesdecies c.c.). Come per il sistema dualistico la disciplina viene ricostruita su tre livelli di norme:
- quelle specifiche;
- quelle che rinviano alla normativa relativa al sistema tradizionale;
- quelle generali di chiusura (artt. 2380 c.c. e 223 septies disp. att. c.c.).

## Consiglio di amministrazione
Il C.d.A deve essere composto per almeno un terzo da membri che rispettino i requisiti di indipendenza dei sindaci (art. 2399 c.c.). È permessa la delega di funzioni e la costituzione del comitato esecutivo. Il C.d.A determina anche il numero dei componenti del comitato sul controllo della gestione che comunque non può essere inferiore a tre nelle società che fanno ricorso al mercato del capitale di rischio.

## Comitato interno per il controllo sulla gestione
Il comitato interno per il controllo sulla gestione viene nominato e revocato (anche senza giusta causa) dal C.d.A., ed è composto da amministratori (ossia membri del C.d.A.) in possesso dei requisiti di onorabilità previsti e che non ricoprano alcuna funzione amministrativa. La funzione svolta è quella propria dell'organo di controllo.
Vi è però un problema a livello interpretativo: rispetto alla disciplina del collegio sindacale resterebbe escluso il controllo sulla legittimità degli atti del C.d.A. (ossia rispetto di legge e statuto). La dottrina si interroga se questa esclusione sia una decisione di politica del diritto operata dal legislatore e questa funzione non spetti al comitato di controllo sulla gestione, o se sia possibile recuperare questo tipo di controllo attraverso il rinvio ex art 223 septies disp. att. c.c. che permette di estendere "in quanto compatibili" le disposizioni del sistema tradizionale sul collegio sindacale al consiglio di sorveglianza del sistema dualistico e al comitato interno per il controllo sulla gestione di quello monistico. È un problema molto rilevante in quanto nel sistema monistico il comitato interno rappresenta l'unico organo deputato al controllo della società e in caso di esclusione della funzione di vigilanza sulla legittimità degli atti si verificherebbe una pesante lacuna.